# Park stanowy Goosenecks

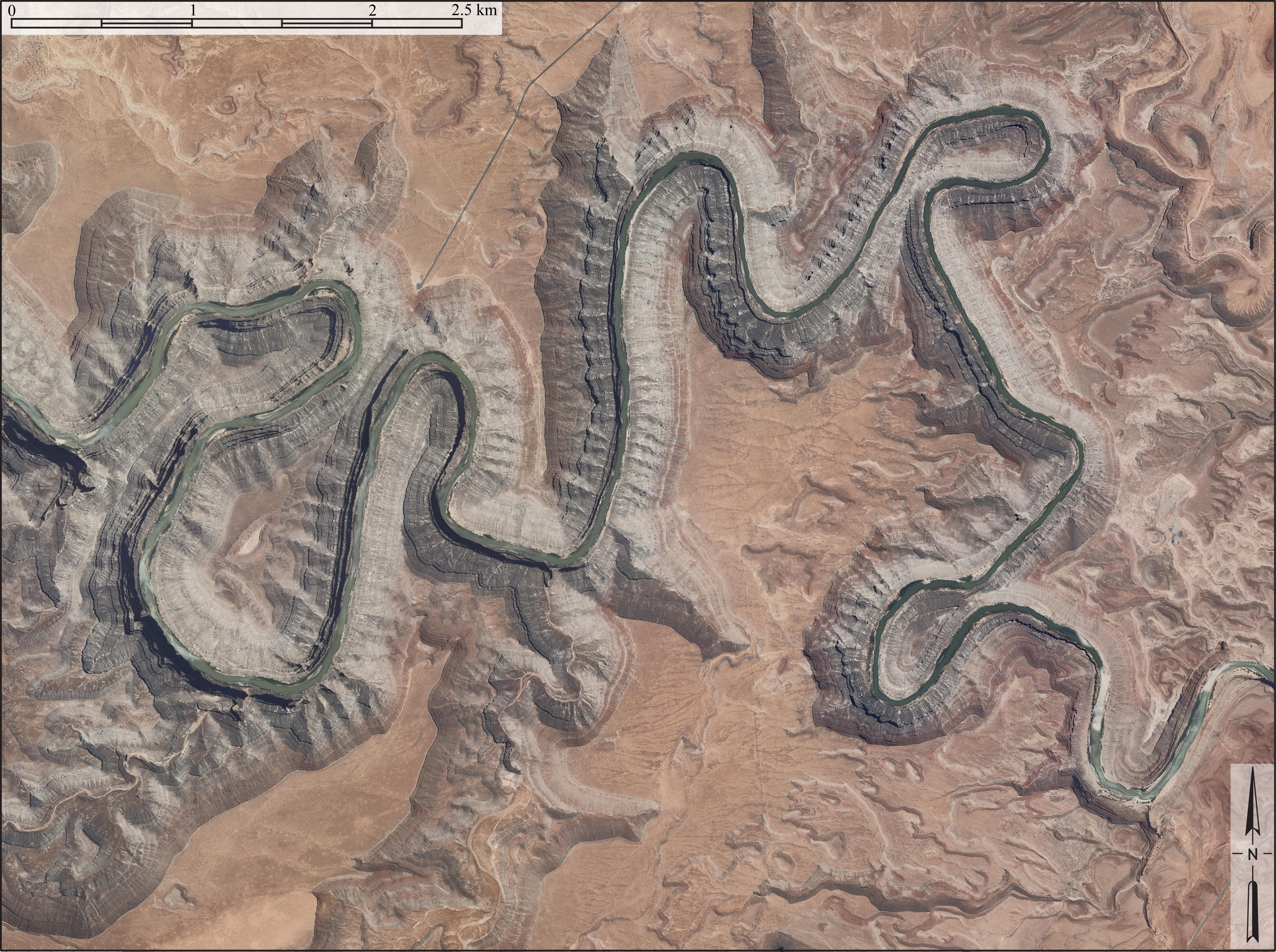
Widok z kosmosu na meandy w parku Goosenecks

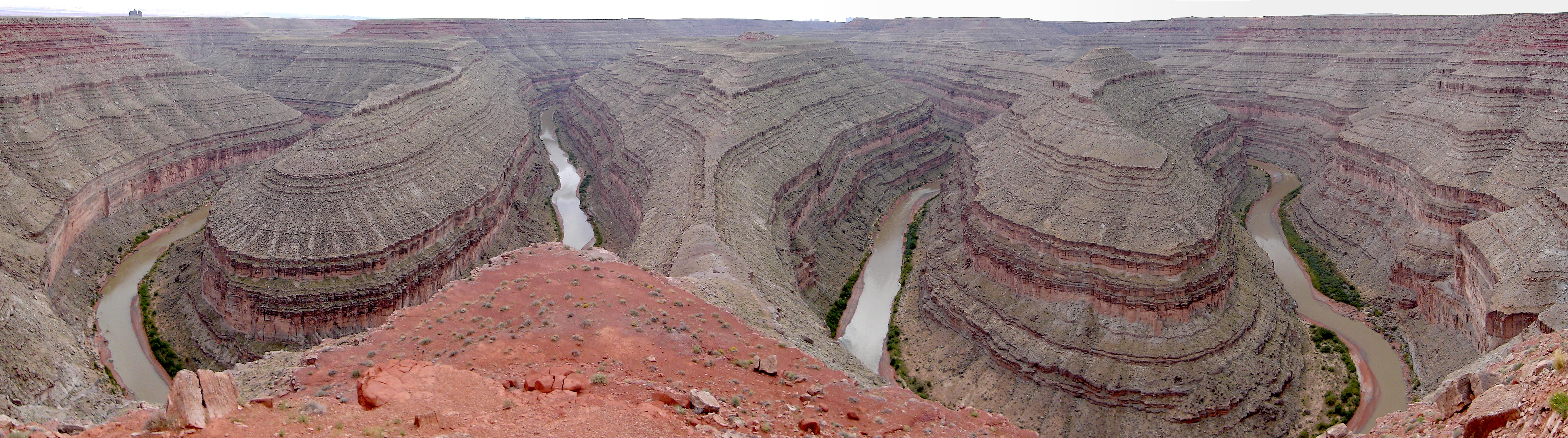
Widok na meandry rzeki San Juan

Park stanowy Goosenecks (ang. Goosenecks State Park) – park stanowy leżący na południu amerykańskiego stanu Utah, niedaleko od granicy z Arizoną w hrabstwie San Juan, około 14 km na zachód od popularnej skały Mexican Hat i około 40 km na zachód od miasta Bluff. Na terenie parku rzeka San Juan meandruje na długości 8 km przy odległości w linii prostej wynoszącej 1,6 km. Park utworzono w 1962 roku, leży na wysokości 1372 m n.p.m. i zajmuje powierzchnię 4 hektarów.
Park nie ma miejsc biwakowych oraz brak jest udogodnień dla turystów (brak wody). W parku nie ma szlaków pieszych, a najbliższy dostęp do rzeki San Juan nazywa się Honaker Trail i znajduje się kilka kilometrów na północny zachód od parku.
Proces tworzenia charakterystycznie ukształtowanej powierzchni rozpoczął się miliony lat temu. Najstarsze odkryte skały datuje się na 300 mln lat. Powolne wynoszenie płaskowyżu Kolorado zmusiło rzekę San Juan do wycinania meandrów w płaskowyżu. Wynoszona płaszczyzna podlegała erozji wodnej, wiatrowej oraz na skutek mrozu i grawitacji w wyniku czego powstał 300-metrowej głębokości kanion.